# Maintor (Sommerach)

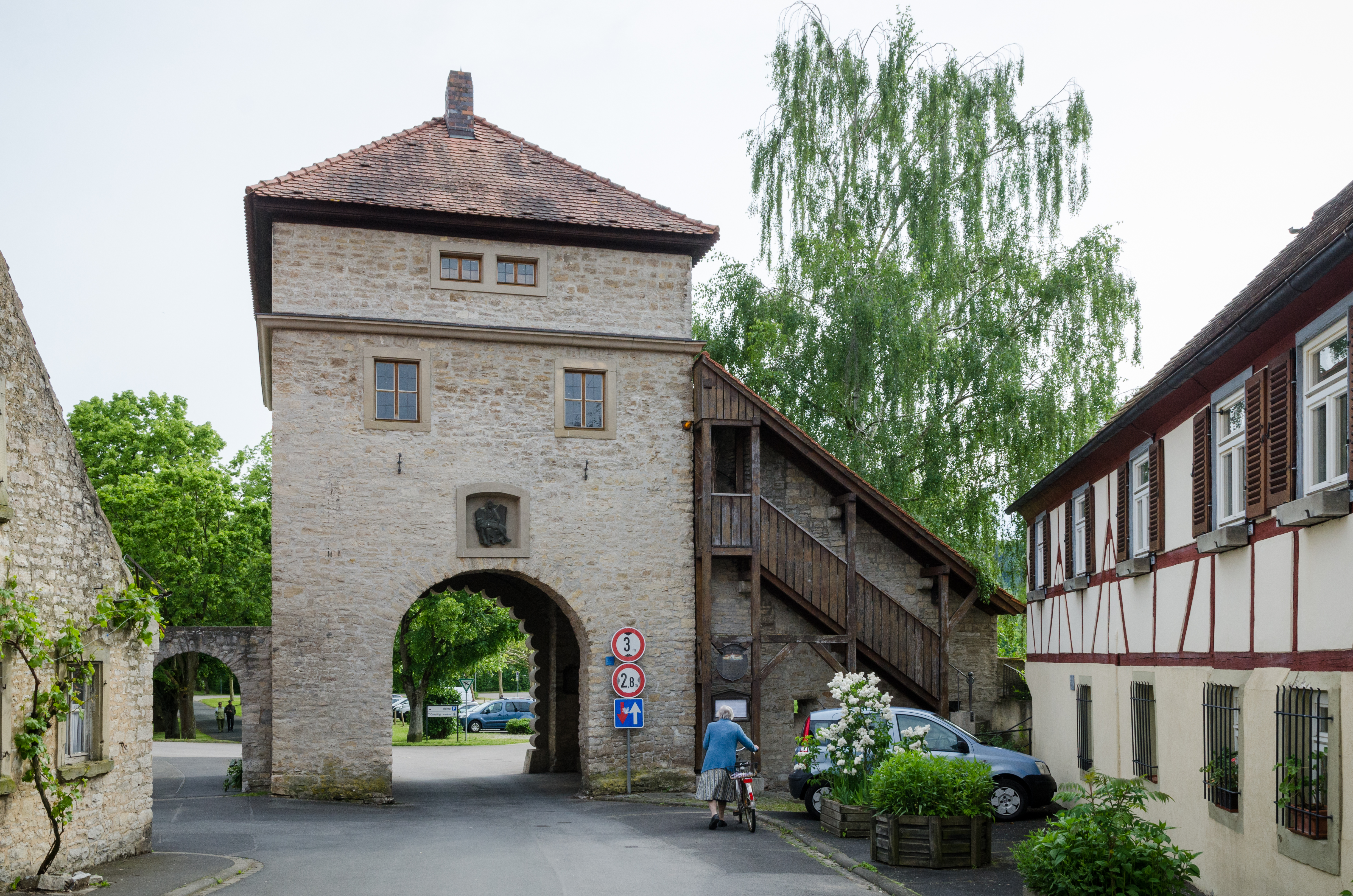
Das Maintor vom Sommeracher Altort aus aufgenommen

Das Maintor (auch Dettelbacher Tor, Adresse Maintorstraße 25, früher Hausnummer 111) ist ein ortsbildprägendes Tor der ehemaligen Ortsbefestigung von Sommerach an der Lindenallee im Südwesten des Dorfes. Heute ist im Tor das private Theo-Steinbrenner-Turm-Museum untergebracht.

## Geschichte
Die Ortsbefestigung auf der Mainseite entstand in der zweiten Hälfte des 16. Jahrhunderts. Das Tor wurde 1585 vom Steinmetzmeister Georg Holzwarth aus Gerolzhofen errichtet. Die Kosten musste die Gemeinde Sommerach tragen, der Grundherr, das Benediktinerkloster Münsterschwarzach mit dem damaligen Abt Johannes IV. Burckhardt beteiligte sich aber daran.

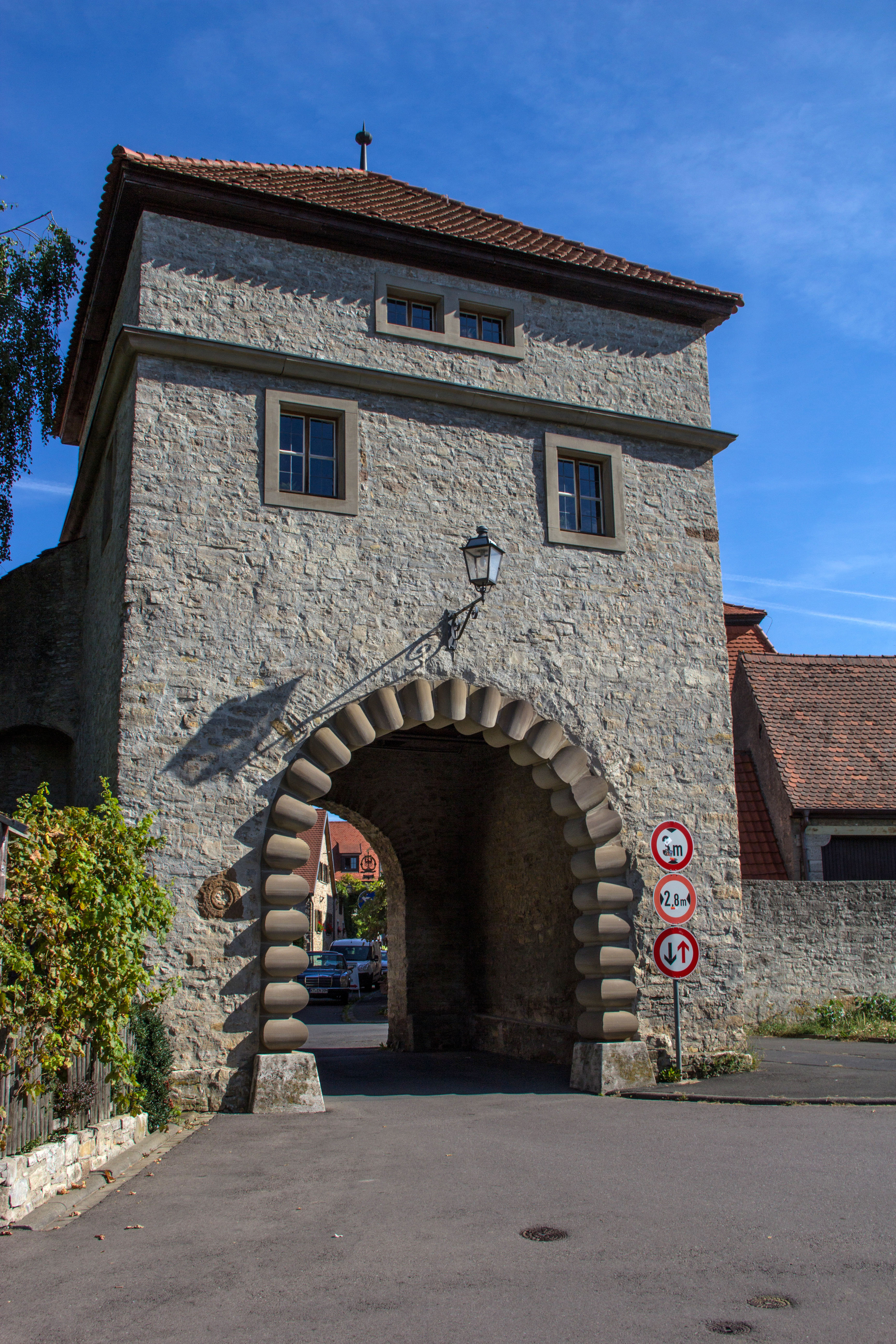
Das Maintor auf der dorfabgewandten Seite

Das Tor führte zur Mainfähre, die den Ort mit Dettelbach und seiner Wallfahrtskirche Maria im Sand verband. Deshalb setzte sich die Bezeichnung Maintor bzw. Dettelbacher Tor durch. Im Jahr 1831 zerstörte ein Blitzschlag das Dach des Turmes und das Feuer sprang auf die Holzkonstruktion des Torhauses über. Der Feuerwehr gelang es aufgrund der Höhe des Tores nicht, das Gebäude zu löschen, 1585 beim Wiederaufbau wurde es deshalb niedriger errichtet.
Im Maintor waren lange Zeit Wohnungen untergebracht, die die Gemeinde billig als Armenwohnungen vermietete. Deshalb wechselten die Bewohner häufig. 1916 wohnte dort die Familie Angermaier, 1919 zog Heinrich Wilhelm ein. Im Jahr 1934 erfolgte eine erste Sanierung, bei der zwei Zwischenmauern versetzt wurden. Während der nationalsozialistischen Diktatur hielten die Hitlerjugend und der Bund Deutscher Mädel im Turm ihre Treffen ab. Nach dem Zweiten Weltkrieg lebte dort zeitweise eine fünfköpfige Heimatvertriebenenfamilie. Bei einer umfangreichen Restaurierung 1984 wurde auch eine Wasserleitung verlegt.
Im Jahr 1985 schloss die Gemeinde mit dem freischaffenden Künstler Theophil Steinbrenner einen Mietvertrag über die weitere Nutzung des Maintores mit einer Laufzeit von 20 Jahren ab. Er richtete in dem Turmhaus ein kleines Privatmuseum mit der Dauerausstellung seiner eigenen Kunstwerke ein. Daneben finden wechselnde Kunstausstellungen und Kleinkunstabende statt. Das Maintor ist als Baudenkmal eingetragen.

## Architektur
Das Maintor ist ein mächtiger Torbau, der über die niedrigere Ummauerung auf der Dorfseite ragt. Besonders eindrucksvoll ist der Torbogen zur Mainseite hin, der mit behauenen Sandsteinquadern gestaltet ist. Das oberste Turmgeschoss wird durch ein Gesims hervorgehoben. Der Turm hat nur wenige Rechteckfenster mit schlichter Rahmung und ein flaches Walmdach. Auf der Dorfseite führt ein hölzerner Treppenaufgang mit Überdachung in den Turm.
Auf der Dorfseite oberhalb des Torbogens musste eine Pietà als Hausfigur 1984 entfernt werden. Das schlichte Kunstwerk, das wohl aus dem 18. Jahrhundert stammte, war durch Verwitterung weitgehend zerstört. Im Jahr 1988 wurde es durch eine Bronze-Pietà von Theophil Steinbrenner ersetzt.